# Теронтола (Арецо)
Теронтола је насеље у Италији у округу Арецо, региону Тоскана.
Према процени из 2011. у насељу је живело 1608 становника. Насеље се налази на надморској висини од 274 м.